# Smaug (geslacht)
Smaug is een geslacht van hagedissen uit de familie gordelstaarthagedissen (Cordylidae). Het geslacht is vernoemd naar de fictieve draak Smaug.

## Indeling
De groep werd voor het eerst wetenschappelijk beschreven door Edward L. Stanley, Aaron Matthew Bauer, Todd R. Jackman, William Roy Branch en Pieter Le Fras Nortier Mouton in 2011. De soorten behoorden eerder tot het niet meer erkende geslacht Zonurus en werden later tot de echte gordelstaarthagedissen uit het geslacht Cordylus gerekend. Er zijn tegenwoordig acht verschillende soorten. Lange tijd waren er zes soorten, maar in 2014 werden twee ondersoorten van Warrens gordelstaarthagedis (Smaug warreni) als aparte soorten erkend. Dit betreft de soorten Smaug barbertonensis en Smaug depressus.

## Naam
De huidige geslachtsnaam Smaug is vernoemd naar de draak Smaug uit de The Hobbit-verhalen van J.R.R. Tolkien. Deze naam werd voor het eerst geopperd in 2011, bijna veertig jaar na de dood van Tolkien. Het is echter niet zo dat de draak toevallig lijkt op een gordelstaarthagedis. Tolkien heeft de draak zelfs gebaseerd op de gordelstaarthagedissen en meer specifiek de reuzengordelstaarthagedis. Tolkien werd namelijk geboren in Oranje Vrijstaat (tegenwoordig Vrijstaat), in deze provincie komt van alle soorten alleen de reuzengordelstaarthagedis voor. Niet alleen de koppen van de draak en de hagedis zijn gelijkend, ook het feit dat de draak een sterk bepantserde huid heeft, ondergronds leeft en diepe holen graaft zijn duidelijke overeenkomsten met de hagedis.
De soorten uit dit geslacht staan in het Nederlands bekend als gordelstaarthagedisen.

## Uiterlijke kenmerken
De totale lichaamslengte bedraagt ongeveer twintig centimeter, de grotere soorten worden tot veertig cm lang. Net als de echte gordelstaarthagedissen hebben alle soorten stekels op de staart, het lichaam en de kop. Bij sommige soorten, zoals Smaug mossambicus, zijn de stekels minder goed ontwikkeld. De meeste soorten hebben een bruine tot zwarte kleur, de buikzijde is lichter. Mannetjes vertonen soms felle kleuren in de paartijd.

## Verspreiding en habitat
Alle soorten komen voor in delen van zuidelijk Afrika. Veel soorten zijn endemisch in Zuid-Afrika. Het zijn bewoners van rotsige en droge streken zoals halfwoestijnen. Alle soorten leven van kleine ongewervelden zoals insecten.

## Soortenlijst
| Soorten uit het geslacht Smaug   | Soorten uit het geslacht Smaug              | Soorten uit het geslacht Smaug | Soorten uit het geslacht Smaug               |
| -------------------------------- | ------------------------------------------- | ------------------------------ | -------------------------------------------- |
| Afbeelding                       | Naam                                        | Auteur                         | Verspreidingsgebied                          |
|                                  | Smaug barbertonensis                        | Van Dam, 1921                  | Swaziland en Zuid-Afrika                     |
|                                  | Smaug breyeri                               | Van Dam, 1921                  | Zuid-Afrika                                  |
|                                  | Smaug depressus                             | FitzSimons, 1930               | Zuid-Afrika                                  |
|                                  | Reuzengordelstaarthagedis (Smaug giganteus) | Smith, 1844                    | Zuid-Afrika                                  |
|                                  | Smaug mossambicus                           | FitzSimons, 1958               | Mozambique, Zimbabwe                         |
| Plaats uw zelfgemaakte foto hier | Smaug regius                                | Broadley, 1962                 | Zimbabwe                                     |
|                                  | Smaug vandami                               | FitzSimons, 1930               | Zuid-Afrika                                  |
|                                  | Warrens gordelstaarthagedis (Smaug warreni) | Boulenger, 1908                | Botswana, Mozambique, Swaziland, Zuid-Afrika |